# 18 juin
Pour les articles homonymes, voir Dix-Huit-Juin.
18 mai 18 juillet
Chronologies thématiques
- Croisades
- Ferroviaires
- Sports
- Disney
- Anarchisme
- Catholicisme

Abréviations / Voir aussi
- (° 1852) = né en 1852
- († 1885) = mort en 1885
- a.s. = calendrier julien
- n.s. = calendrier grégorien
- Calendrier
- Calendrier perpétuel
- Liste de calendriers
- Naissances du jour

Le 18 juin est le 169e jour, moins souvent le 170e, de l'année du calendrier grégorien ; il en reste ensuite 196.
Son équivalent était généralement le 30 prairial du calendrier républicain ou révolutionnaire français, officiellement dénommé jour du chariot.

## Événements

### VIIesiècle
- 618 : début du règne de Tang Gaozu, initiant en Chine la dynastie Tang.

### IXesiècle
- 860 : 200 navires du Rus' de Kiev viennent piller Constantinople.

### XIesiècle
- 1053 : Onfroi de Hauteville et Richard Ier d'Aversa vainquent Henri III du Saint-Empire et Léon IX, à la bataille de Civitate.

### XIIesiècle
- 1155 : Frédéric Barberousse est couronné empereur romain germanique.

### XIIIesiècle
- 1264 : première réunion du Parlement d'Irlande.

### XIVesiècle
- 1347 : bataille de La Roche-Derrien.

### XVesiècle
- 1429 : bataille de Patay. Victoire des Français, dirigés par Jeanne d'Arc, sur les Anglais.

### XVIesiècle
- 1574 : Henri Ier de Pologne quitte la Pologne, pour devenir roi de France sous le nom de Henri III[1].

### XVIIesiècle
- 1694 : bataille de Camaret. Vauban repousse une tentative de débarquement anglo-néerlandaise.

### XVIIIesiècle
- 1757 : victoire de Leopold Joseph von Daun sur Frédéric II de Prusse, à la bataille de Kolin, pendant la guerre de Sept Ans.
- 1792 : bataille de Zieleńce, l'armée de Józef Poniatowski repousse l'armée d'Iraklij Morkow.
- 1799 : coup d'État du 30 prairial an VII.

### XIXesiècle

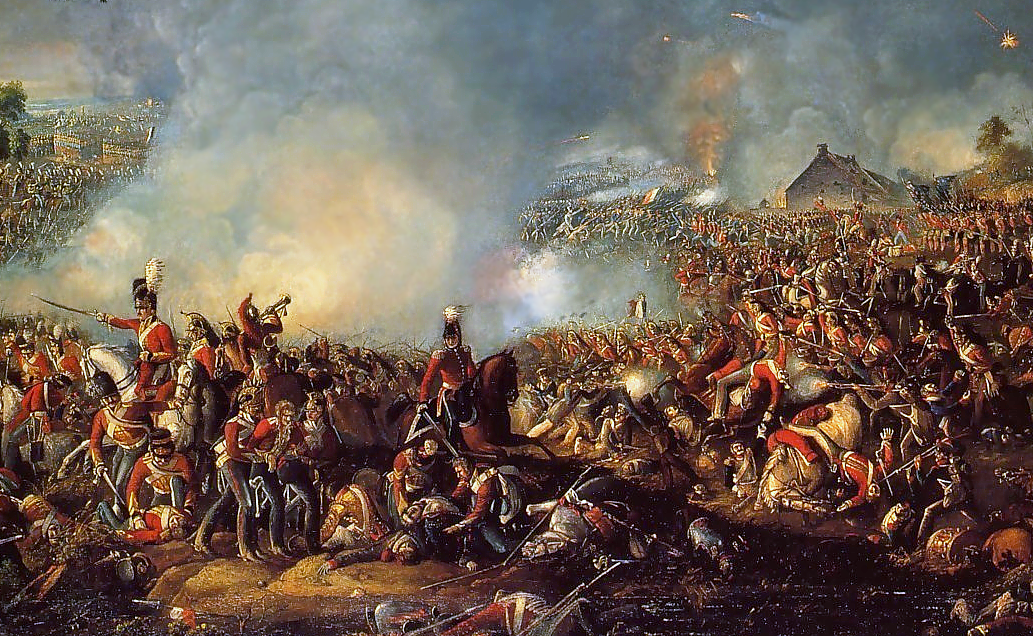
Détails d'une fresque picturale de la bataille de Waterloo

- 1812 : le Congrès des États-Unis déclare la guerre au Royaume-Uni de Grande-Bretagne et d'Irlande et au Canada ; début de la seconde guerre d’indépendance américaine.
- 1815 : bataille de Waterloo.
- 1855 : début de la bataille de Malakoff au siège de Sébastopol (1854-1855), lors de la guerre de Crimée.
- 1887 : traité de réassurance entre l'empire allemand et l'empire russe.

### XXesiècle
- 1940 :
  - appel du 18 Juin du général de Gaulle depuis les studios londoniens de la BBC.
  - à peine terminé, le cuirassé Richelieu s'échappe in extremis des arsenaux de Brest pour rejoindre Dakar, quelques heures avant l'arrivée des colonnes allemandes.
- 1941 : signature d'un pacte de non-agression entre la Turquie et le Troisième Reich.
- 1944 : bataille du maquis de Saint-Marcel.
- 1946 : proclamation de la République italienne.
- 1953 : proclamation de la République égyptienne.
- 1954 : Pierre Mendès France devient président du Conseil, en France.
- 1979 : signature des accords SALT II sur la limitation des armements stratégiques.
- 1992 : référendum irlandais sur le traité de Maastricht.
- 1996 : Benyamin Netanyahou devient Premier ministre d'Israël.

### XXIesiècle
- 2007 : début des négociations entre le Maroc et le Front Polisario.
- 2010 : démission du premier ministre finlandais Matti Vanhanen.
- 2013 : accord de cessez-le-feu à Ouagadougou entre le gouvernement malien et les rebelles du MNLA et du HCUA, en vue de la tenue de l’élection présidentielle.
- 2015 : Lionel Zinsou est nommé premier ministre du Bénin.
- 2017 :
  - deuxième tour des élections législatives en France.
  - Attentat de Kangaba pendant la guerre du Mali.
- 2018 : Claude Fiefel, résistant et français (° 15 juillet 1924).
- 2021 : en Iran, l'élection présidentielle se déroule afin d'élire le président de la république islamique d'Iran[2]. Le candidat principaliste Ebrahim Raïssi remporte le scrutin[3].

## Art, culture et religion
- 1641 : un document daté de ce jour évoque la scolarité parfois tumultueuse de Savinien de Cyrano de Bergerac au collège de Lisieux à Paris.
- 1742 : le pape Benoît XIV béatifie Jeanne de France (1464-1505).
- 1944 : première de la Sonatine no 1 en fa majeur pour 16 instruments à vent de Richard Strauss.
- 1967 : Jimi Hendrix asperge d'essence sa guitare et l'enflamme au festival de Monterey qui lance un Summer of Love hippie en Californie (États-Unis)[4].

## Sciences et techniques
- 1858 : Charles Darwin reçoit un manuscrit d'Alfred Russel Wallace qui le rejoint sur l'évolution des espèces biologiques.
- 1948 : lancement du disque longue durée Long Play par la Columbia Broadcasting System (CBS).
- 1983 : lancement de la navette spatiale Challenger pour une mission STS-7 avec notamment à son bord une première femme américaine Sally Ride à se rendre dans l'espace extra-atmosphérique.

## Économie et société
- 1961 : attentat du train Strasbourg-Paris.
- 2015 : un suprémaciste blanc tue par balles neuf personnes, dans une église méthodiste noire à Charleston, en Caroline du Sud, aux États-Unis
- 2017 : 
  - un attentat est commis dans le campement de Kangaba au Mali par le Groupe de soutien à l'islam et aux musulmans (au moins neuf morts).
  - Votation sur le rattachement de la commune suisse de Moutier du canton de Berne au canton du Jura, le oui l'emportant d'une courte majorité avec 51,72 % des voix ; le changement de canton aura dû être effectif au plus tôt le 1er janvier 2021.
- 2020 : Charles de Galles honore Charles de Gaulle, d'un discours en partie en français, à Londres, en présence du président français Macron (voir 1940 ci-avant, 80 années plus tôt jour pour jour)[5],[6].
- 2023 : dans l'océan Atlantique Nord au large de Terre-Neuve, au Canada, un accident de sous-marin lors d’une visite touristique de l’épave du Titanic entraîne la mort de cinq personnes[7].
- 2024 : la Thaïlande devient le premier pays d'Asie du Sud-Est et le troisième en Asie à légaliser le mariage homosexuel[8].

## Naissances

### XIIesiècle
- 1294 : Charles IV le Bel, roi de France de 1322 à 1328 († 1er février 1328).

### XVIesiècle
- 1511 : Bartolomeo Ammannati, architecte et sculpteur italien (florentin) († 13 avril 1592).
- 1517 : Ōgimachi (nom propre : Michihito dit Ōgimachi / 正親町天皇 en japonais), 106e empereur du Japon de 1557 à 1586 († 6 février 1593).

### XVIIesiècle
- 1642 : Paul Tallemant le Jeune, homme d’Église et de lettres français († 30 juillet 1712).

### XVIIIesiècle
- 1757 : Ignace Joseph Pleyel, compositeur et fabricant de piano français († 14 novembre 1831).
- 1769 : Robert Stewart, diplomate britannique († 12 août 1822).
- 1799 : William Lassell, astronome britannique († 5 octobre 1880).

### XIXesiècle
- 1835 : Henry du Boucher, paléontologue, minéralogiste et géologue français († 17 janvier 1891).
- 1838 : Edward Sylvester Morse, naturaliste américain († 20 décembre 1925).
- 1845 : Alphonse Laveran, médecin français, prix Nobel de physiologie et de médecine en 1907 († 18 mai 1922).
- 1868 : Miklós Horthy de Nagybábya, régent de Hongrie († 9 février 1957).
- 1874 : 
  - Marcelina de San José, religieuse vénézuélienne, fondatrice, vénérable († 16 novembre 1959).
  - John Muir, naturaliste et médecin écossais († 3 août 1947).
- 1877 : James Montgomery Flagg, graphiste américain († 27 mai 1960).
- 1881 : Zoltán von Halmay, nageur hongrois, triple champion olympique († 20 mai 1956).
- 1882 : 
  - Georgi Dimitrov, homme politique bulgare († 2 juillet 1949).
  - Carmen Tórtola Valencia, danseuse, comédienne et chorégraphe espagnole († 13 février 1955).
- 1884 :
  - Édouard Daladier, homme d'État français († 10 octobre 1970).
  - Alexandra Tolstoï, noble russe, fille de Léon Tolstoï († 26 septembre 1979).
- 1886 : 
  - Luis Araquistáin, journaliste, écrivain, diplomate et homme politique républicain espagnol († 8 août 1959).
  - George Mallory, alpiniste britannique († 8 juin 1924).
- 1887 : Tancrède Labbé, homme politique québécois († 13 décembre 1956).
- 1891 : Marie-Louise Gigout-Boëllmann (Marie-Louise Boëllmann dite), organiste, professeure d'orgue et de piano française († 31 juillet 1977).

### XXesiècle
- 1901 : Anastasia Nikolaïevna de Russie, grande-duchesse de Russie († 17 juillet 1918).
- 1902 : 
  - Boris Barnet (Бори́с Васи́льевич Ба́рнет), réalisateur russe († 8 janvier 1965).
  - Paavo Yrjölä, athlète finlandais, champion olympique de décathlon en 1928 († 11 février 1980).
- 1903 :
  - Jeanette MacDonald, chanteuse et actrice américaine († 14 janvier 1965).
  - Raymond Radiguet, écrivain français († 12 décembre 1923).
- 1904 :
  - René Babonneau, légionnaire français († 20 novembre 1963).
  - Manuel Rosenthal, compositeur et chef d’orchestre français († 5 juin 2003).
- 1907 : Varlam Chalamov, écrivain soviétique († 17 janvier 1982).
- 1908 : Stanley Knowles, homme politique canadien († 9 juin 1997).
- 1910 :
  - Dick Foran, acteur américain († 10 août 1979).
  - Ray McKinley, batteur et chef d’orchestre de jazz américain († 7 mai 1995).
- 1912 : Glenn Morris, décathlonien américain, champion olympique († 31 janvier 1974).
- 1913 :
  - Wilfred Gordon Bigelow, chirurgien canadien († 27 mars 2005).
  - Sammy Cahn, parolier américain († 15 janvier 1993).
  - Françoise Loranger, scénariste et dramaturge québécoise († 6 avril 1995).
- 1914 : E. G. Marshall, acteur américain († 24 août 1998).
- 1915 : Red Adair, pompier américain († 7 août 2004).
- 1916 : Julio César Turbay Ayala, homme d'État colombien († 13 septembre 2005).
- 1917 :
  - Richard Boone, acteur américain († 10 janvier 1981).
  - Arthur Tremblay, enseignant, fonctionnaire et homme politique québécois († 27 octobre 1996).
- 1918 : Franco Modigliani, économiste italien († 25 septembre 2003).
- 1920 : Ian Carmichael, acteur anglais († 5 février 2010).
- 1923 : Jean Delumeau, historien et académicien breton et français ès inscriptions et belles-lettres († 13 janvier 2020).
- 1925 : 
  - Robert Arthur, acteur américain († 1er octobre 2008).
  - Arnaud Desjardins, écrivain français († 10 août 2011).
- 1926 : Allan Sandage, astronome américain († 13 novembre 2010).
- 1927 : Eva Bartok, actrice britannique († 1er août 1998).
- 1928 : Lionel Rocheman, artiste français, à la fois musicien, chanteur, conteur, acteur, écrivain, producteur et animateur de spectacles († 30 juillet 2020).
- 1929 :
  - Boris Acquadro, journaliste sportif suisse († 9 juin 2005).
  - Henri Glaeser, réalisateur français († 23 juillet 2007).
  - Jürgen Habermas, philosophe et sociologue allemand.
- 1930 : Hugo Díaz, caricaturiste costaricien († 17 juin 2001).
- 1931 :
  - Fernando Henrique Cardoso, homme d’État brésilien.
  - Michou (Michel Georges Alfred Catty dit), directeur de cabaret transformiste et travesti français picard puis montmartrois à Paris († 26 janvier 2020).
- 1932 : Stan Vickers, athlète britannique († 19 avril 2013).
- 1933 : Jerzy Kosiński, écrivain américain († 3 mai 1991).
- 1934 : Louis Echave, joueur de rugby à XV français († 31 janvier 2014).
- 1936 : 
  - Victor Lanoux (Victor Nataf dit), acteur français († 4 mai 2017).
  - Norodom Monineath Sihanouk, reine mère cambodgienne (voir célébrations plus bas in fine).
- 1937 :
  - Vitali Jolobov, cosmonaute soviétique.
  - Xavier Le Pichon, géodynamicien français.
  - Jean Matouk, banquier et économiste français († 25 octobre 2020).
  - Jay Rockefeller, homme politique américain.
  - Bruce Trigger, archéologue, anthropologue et écrivain canadien († 1er décembre 2006).
- 1938 : Michael Sheard, acteur écossais († 31 août 2005).
- 1939 :
  - Lou Brock, joueur de baseball américain.
  - Jean-Claude Germain, écrivain, scénariste et acteur québécois.
  - Amanda Lear, modèle, chanteuse, actrice, animatrice de télévision et artiste peintre française.
- 1941 : 
  - Roger Lemerre, footballeur puis entraîneur français champion d'Europe des nations.
  - Michel Chapuis, céiste français, vice-champion olympique.
- 1942 :
  - Thabo Mbeki, homme d’État sud-africain président élu de son pays entre Nelson Mandela et Jacob Zuma puis Cyril Ramaphosa.
  - Paul McCartney, chanteur et musicien britannique d'abord du quartette pop des Beatles.
- 1943 :
  - Raffaella Carrà, chanteuse et actrice italienne († 5 juillet 2021).
  - Armand Maillard, prélat français.
- 1944 : Sandy Posey (en), chanteuse américaine.
- 1945 : John E. Douglas, criminologue américain.
- 1946 :
  - Bruiser Brody (Frank Goodish dit), catcheur américain († 17 juillet 1988).
  - Fabio Capello, entraîneur italien.
  - Bruno Grua, prélat français.
- 1947 :
  - Bernard Giraudeau, acteur français († 17 juillet 2010).
  - Linda Thorson, actrice canadienne.
  - Dominique Valera, karatéka français.
- 1948 : Philip Jackson, acteur britannique.
- 1949 :
  - Jarosław Kaczyński, homme d’État polonais.
  - Lech Kaczyński, homme d’État polonais († 10 avril 2010).
  - Jean-Claude Poitras, couturier québécois.
  - Prince Lincoln Thompson, chanteur et musicien jamaïcain († 23 janvier 1999).
- 1950 : Annelie Ehrhardt, athlète allemande, spécialiste du 100 m haies.
- 1951 : 
  - Guillaume Sarkozy, homme d'affaires français.
  - Jean-Marc Roubaud, homme politique français.
  - Nobutaka Taguchi, nageur japonais, champion olympique.
- 1952 :
  - Denis Herron, joueur de hockey sur glace québécois.
  - Carol Kane, actrice américaine.
  - Isabella Rossellini, actrice italienne.
- 1953 : Jerome Smith (en), guitariste américain († 28 juillet 2000).
- 1955 :
  - Julie Arnold, comédienne française.
  - Ed Fast, homme politique canadien.
  - Mísia (Susana Maria Alfonso de Aguiar dite), chanteuse portugaise.
- 1956 : Jan Falandys, lutteur polonais.
- 1959 : Babi Badalov, poète et artiste azéri talysh.
- 1960 : 
  - Barbara Broccoli, productrice de cinéma américaine.
  - Marie-Cécile Gros-Gaudenier, skieuse alpine française
- 1961 :
  - Andrés Galarraga, joueur de baseball vénézuélien.
  - Alison Moyet, chanteuse britannique.
  - Hiroshi Ōnishi, peintre japonais
- 1962 :
  - Margarita Louis-Dreyfus, femme d'affaires russe.
  - Lisa Randall, physicienne et cosmologue américaine.
- 1963 :
  - Dizzy Reed, claviériste américain.
  - Bruce Smith, joueur de football américain.
  - Christian Vadim, acteur français.
  - Lidia Yuknavitch (Lidia Yukman dite), écrivaine et enseignante américaine.
- 1964 : 
  - Oudaï Hussein, homme politique irakien, fils aîné de Saddam Hussein († 22 juillet 2003).
  - Gilbert Lachance, acteur canadien.
  - Igor Makarikhine, physicien russe.
- 1966 : 
  - Kurt Browning, patineur artistique canadien.
  - Catherine Fleury, judoka française.
- 1971 : Nathan Morris (en), chanteur américain du groupe Boyz II Men.
- 1973 :
  - Eddie Cibrian, acteur américain.
  - Julie Depardieu, actrice française.
  - Rick Famuyiwa, réalisateur, producteur et scénariste américain.
- 1974 :
  - Simona Atzori, danseuse et peintre italienne.
  - Itziar Ituño, actrice espagnole.
  - Sergey Sharikov, escrimeur russe spécialiste du sabre, double champion olympique († 6 juin 2015).
- 1975 :
  - Jamel Debbouze, humoriste et acteur français.
  - Marie Gillain, actrice belge francophone.
  - Patrick Melton, scénariste américain.
  - Martin St-Louis, joueur de hockey sur glace québécois.
- 1976 :
  - Alana de la Garza, actrice américaine.
  - Andi Soraya, mannequin et actrice indonésienne.
- 1978 : Wang Liqin, pongiste chinois, double champion olympique.
- 1980 :
  - Géraldine Fasnacht, sportive de l'extrême (snowboard, freeride, wingsuit) suisse.
  - Jasser Haj Youssef, musicien tunisien.
- 1981 : Marco Streller, footballeur suisse.
- 1985 : Chris Coghlan, joueur de baseball américain.
- 1986 : Richard Gasquet, joueur de tennis français.
- 1987 : Au Nok-hin, homme politique hongkongais.
- 1988 : Josh Dun, batteur américain.
- 1989 : Anna Fenninger, skieuse alpine autrichienne.
- 1991 : Willa Holland, actrice américaine.
- 1992 : Adama Soumaoro, footballeur français.
- 1995 : Soy Kroon, acteur et chanteur néerlandais.
- 1996 : Alen Halilović, footballeur croate.

### XXIesiècle
- 2003 : Alireza Firouzja, joueur d'échecs.
- 2005 : Ayu Ting Ting, actrice et chanteuse indonésienne.

## Décès

### VIIIesiècle
- 741 : Léon III l'Isaurien (Λέων Γʹ ό Ίσαυρος en grec), empereur byzantin de 717 à sa mort, fondateur d'une dynastie dite isaurienne (° vers 680).

### XIIIesiècle
- 1234 : Chukyo, empereur du Japon (° 30 octobre 1218).
- 1291 : Alphonse III, roi d'Aragon (° 1265).

### XVesiècle
- 1464 : Rogier van der Weyden, peintre flamand (° vers 1400).

### XVIIesiècle
- 1629 : Piet Hein, militaire et corsaire hollandais (° 25 novembre 1577).
- 1673 : Jeanne Mance, fondatrice de l’Hôtel-Dieu de Montréal (° 12 novembre 1606).

### XVIIIesiècle
- 1726 : Michel-Richard de Lalande, musicien français (° 15 décembre 1657).
- 1733 : Georg Böhm, musicien allemand (° 2 septembre 1661).
- 1787 : Géraud Valet de Reganhac, juriste et poète français (° 5 juin 1719).
- 1794 :
  - François Nicolas Léonard Buzot, révolutionnaire français (° 1er mars 1760).
  - James Murray, officier de l’armée britannique, gouverneur de Québec (° 21 janvier 1721).

### XIXesiècle
- 1811 : Jón Ólafsson, philologue islandais (° 24 juin 1731).
- 1815 : Thomas Picton, militaire britannique (° août 1758).
- 1860 : Friedrich Wilhelm von Bismarck, militaire allemand (° 28 juillet 1783).
- 1880 : John August Sutter.
- 1886 :
  - Charles James Fox Bunbury, naturaliste britannique (° 4 février 1809).
  - Félix Imbaud de La Rivoire de La Tourrette, homme politique français (° 26 janvier 1812).

### XXesiècle
- 1902 : Samuel Butler, écrivain britannique (° 4 décembre 1835).
- 1905 : Carmine Crocco, brigand italien (° 5 juin 1830).
- 1906 : Octave Gallice, cavalier français d'attelage (° 8 octobre 1857).
- 1908 : Auguste Reverdin, médecin, chirurgien et professeur suisse (° 2 décembre 1848).
- 1916 :
  - Max Immelmann, militaire allemand (° 21 septembre 1890).
  - Helmuth Johannes Ludwig von Moltke, militaire allemand (° 25 mai 1848).
- 1919 : Stephen Sauvestre, architecte français (° 26 décembre 1847).
- 1928 : Roald Amundsen, explorateur norvégien (° 16 juillet 1872).
- 1935 : René Crevel, écrivain français (° 10 août 1900).
- 1936 : Maxime Gorki, écrivain russe (° 28 mars 1868).
- 1937 : Gaston Doumergue, homme d’État français (° 1er août 1863).
- 1953 : René Fonck, militaire français (° 27 mars 1894).
- 1959 : Ethel Barrymore, actrice américaine (° 15 août 1879).
- 1962 : Volkmar Andreae, compositeur et chef d’orchestre suisse (° 5 juillet 1879).
- 1963 : Pedro Armendariz, acteur mexicain (° 9 mai 1912).
- 1971 : Paul Karrer, chimiste suisse, prix Nobel de chimie en 1937 (° 21 avril 1889).
- 1974 : Gueorgui Joukov, militaire soviétique (° 1er décembre 1896).
- 1980 :
  - Terence Fisher, cinéaste britannique (° 23 février 1904).
  - André Leducq, coureur cycliste français (° 27 février 1904).
  - Kazimierz Kuratowski, mathématicien polonais (° 2 février 1896).
- 1982 :
  - Djuna Barnes, écrivaine américaine (° 12 juin 1892).
  - John Cheever, écrivain américain (° 27 mai 1912).
  - Curd Jürgens, homme de cinéma germano-autrichien (° 13 décembre 1915).
- 1983 : Mona Mahmudnizhad, enseignante condamnée à mort pour sa religion (° 10 septembre 1965).
- 1985 : Paul Colin, affichiste français (° 27 juin 1892).
- 1992 :
  - Peter Allen, compositeur australien (° 10 février 1944).
  - Kofoworola Abeni Pratt, infirmière d'origine nigériane (° 1915).
- 1993 : 
  - Jean Cau, homme de lettres français (° 8 juillet 1925).
  - Brenda Shore, botaniste néo-zélandaise (° 30 novembre 1922)
- 1994 : Roger Lebel, acteur québécois (° 5 juin 1923).
- 1996 : Glenmor (Émile Le Scanff dit), poète barde et chanteur français d'expressions francophone et brittophone (° 25 juin 1931).

### XXIesiècle
- 2001 : René Dumont, homme politique et ingénieur agronome français (° 13 mars 1904).
- 2002 : Nilima Ibrahim, écrivain bangladaise (° 11 octobre 1921).
- 2003 : Larry Doby, joueur de baseball américain (° 13 décembre 1923).
- 2004 : Rolland Brunelle, prêtre catholique, musicien et pédagogue québécois (° 29 mai 1911).
- 2006 : 
  - Mary Ann Lippitt, pilote, femme d'affaires et philanthrope américaine (° 29 juin 1918).
  - Vincent Sherman, réalisateur et scénariste américain (° 16 juillet 1906).
- 2007 :
  - Vilma Espín, femme politique cubaine, épouse de Raul Castro (° 7 avril 1930).
  - Hank Medress (en), chanteur et réalisateur artistique américain du groupe The Tokens (° 19 novembre 1938).
  - Georges Thurston, musicien et animateur de radio canadien (° 29 décembre 1951).
- 2008 : Jean Delannoy, réalisateur et scénariste français (° 12 janvier 1908).
- 2010 :
  - Marcel Bigeard, militaire français acteur de la bataille de Diên Biên Phu et de la guerre d'Algérie puis personnalité médiatique (° 14 février 1916).
  - José Saramago, écrivain et journaliste portugais, prix Nobel de littérature en 1998 (° 16 novembre 1922).
- 2011 :
  - Elena Bonner, pédiatre et défenseure des droits de l'homme, collaboratrice et veuve d'Andreï Sakharov (° 15 février 1923).
  - Frederick Chiluba, homme d'état zambien, ancien président de la république de 1991 à 2002 (° 30 avril 1943).
  - Clarence Clemons, musicien américain, saxophoniste du E Street Band (° 11 janvier 1942).
- 2014 : Horace Silver, pianiste et compositeur de jazz (° 2 septembre 1928).
- 2018 :
  - Gō Katō, acteur japonais (° 4 février 1938).
  - XXXTentacion (Jahseh Dwayne Onfroy dit), rappeur américain de Floride (° 23 janvier 1998).
- 2020 : 
  - Vera Lynn, chanteuse britannique devenue centenaire (° 20 mars 1917).
  - Noël Vandernotte, rameur français (° 25 décembre 1923).
- 2021 : 
  - Giampiero Boniperti, footballeur international et dirigeant sportif italien (° 4 juillet 1928).
  - Lionel Leroy (Yves Martin dit), musicien et chanteur français (° 15 février 1956).
- 2022 : 
  - Pierre Baldi, artiste peintre français (° 18 janvier 1919).
  - René-Nicolas Ehni, écrivain et dramaturge français (° 29 avril 1935).
  - Uffe Ellemann-Jensen, homme politique danois (° 1er novembre 1941).
  - Marie-Rose Gaillard, cycliste sur route belge (° 19 août 1944).
  - Alexeï Parchine, mathématicien soviétique puis russe, spécialiste de théorie des nombres et de géométrie algébrique (° 7 novembre 1942).
  - Chantal Poupaud, réalisatrice, scénariste et productrice française (° 3 août 1939).
  - Mamadou Sarr, athlète de sprint sénégalais (° 11 août 1938).
- 2023 :
  - Big Pokey, rappeur américain (° 29 novembre 1974).
  - Gérard Charasse, homme politique français (° 26 mars 1944).
  - Isabel da Costa Ferreira, avocate et femme politique timoraise (° 15 avril 1974).
  - Teresa Nervosa, musicienne et actrice américaine (° 10 novembre 1962).
- 2024 :
  - Anouk Aimée, actrice française (° 27 avril 1932).
  - Stojan Andov, homme d'État macédonien (° 30 novembre 1935).
  - Nathaly Antona, femme politique française (° 16 février 1975).
  - András Bíró, journaliste hongrois, militant politique, humaniste et militant des Droits de l'homme (° 20 octobre 1925).
  - James Chance, musicien saxophoniste américain (° 20 avril 1953).
  - Sara Facio, photographe et portraitiste argentine (° 18 avril 1932).
  - Gerhard Klingenberg, acteur, metteur en scène et directeur de théâtre autrichien (° 11 mai 1929).
  - Rosalio Martirez, basketteur international philippin (° 9 septembre 1951).
  - Willie Mays, joueur de baseball américain (° 6 mai 1931).
  - Anthea Sylbert, costumière, productrice de cinéma et de télévision et scénariste américaine (° 6 octobre 1939).
  - Franjo Vladić, footballeur international yougoslave puis bosnien (° 19 octobre 1950).
  - George M. Woodwell, écologue américain (° 23 octobre 1928).

## Célébrations

### Internationales
- Nations unies : journée de la gastronomie durable[9].
- Autistic Pride Day, journée des fiertés autistes depuis 2005.
- Projet d'Asgardia : fête (micro voire inter-)nationale quasi-utopiste voire uchronique (Asgardia’s National Unity Day), à vocation spatiale extra-atmosphérique future (au-delà des actuelles nations du bas monde).

### Nationales
- Brésil : dia da imigração japonesa (« journée de l'immigration japonaise »)[10].
- Cambodge : anniversaire de la reine mère Norodom Monineath Sihanouk en 1936 comme précédemment[11].
- Égypte (Union africaine) : fête de la République[12].
- France (Union européenne à zone euro) : commémoration non fériée de l'appel dit "du 18 juin (1940" ci-avant puis plus entendu voire mieux suivi dans les jours et semaines suivantes) à la Résistance lancé depuis Londres par le général rebelle Charles de Gaulle via les grandes ondes radiophoniques trans-Manche de la B.B.C. pourtant en partie brouillées par la force d'occupation étrangère en France septentrionale et littorale atlantique d'alors et par le régime du maréchal Philippe Pétain sur sa portion méridionale de la France occupée.
- Royaume-Uni (Europe) : Waterloo Day (en) / « jour de Waterloo » célébré par certains régiments de l'armée britannique pour commémorer sa victoire avec d'autres pays européens coalisés sur l'empire napoléonien continental (re-né pour "100 jours") à Waterloo près de Bruxelles en 1815 comme précédemment.
- Seychelles (Union africaine) : fête nationale marquant l'anniversaire de l'adoption de la constitution.

### Religieuse
En scientologie, academy day / c'est-à-dire fête dite de [son] académie.

### Saints des Églises chrétiennes

#### Saints catholiques et orthodoxes du jour
Référencés ci-après in fine, :
- Amand de Bordeaux († vers 431 ou 432), troisième évêque de Bordeaux en Aquitaine qui aurait baptisé saint Paulin de Nole.
- Caloger († vers 486), ermite à Sciacca près d'Agrigente (Girgenti) en Sicile.
- Cyriaque († vers 300 ou 305) -ou « Cyriacus »-, avec Paule d'Urusi -ou « Paula »-, martyrs africains légendaires lapidés à Malaga en Andalousie (ou à Urusi en Tunisie ?) sous l'empereur romain Dioclétien ; fêtés aussi localement le 20 juin[15].
- Ethère (IVe siècle), martyr.
- Fortunat de Verceil († 569), évêque de Verceil en Piémont, surnommé « le Philosophe des Lombards », retiré à Chelles dans la Brie en actuelle Île-de-France.
- Guy de Baume († v. 940), Abbé.
- Léonce († vers 73 ou au IVe siècle), soldat phénicien en garnison à Tripoli au Liban, martyr (sous l'empereur Vespasien ?).
- Marc et Marcellianus († v. 286), martyrs.
- Marine la Déguisée († 750), moniale.

#### Saints et bienheureux catholiques du jour
Outre les saints œcuméniques voire pré-schismatiques ci-avant ...
- Élisabeth de Schönau († 1164), bénédictine (magistra) et visionnaire allemande.
- Grégoire Barbarigo, († 1697), évêque, cardinal italien.
- Osanna de Mantoue († 1505), mystique italienne stigmatisée membre du Tiers-Ordre dominicain.

#### Saints orthodoxes
Outre les mêmes, aux dates parfois "juliennes" / orientales quant à eux ... 

### Prénoms du jour
Bonne fête aux Léonce et ses formes féminines : Léoncette, Léoncia, Léoncie, Léoncine, Léonte et Léontia (voir aussi les Léon et ses variantes les 10 novembre).
Et aussi aux :
- Amand et ses variantes masculines : Amace, Amance, Amandio, Amans et Amant ; et leurs formes féminines : Amanda, Amande, Amante, Amanthe, Amantine et Mandy (voir 23 décembre).
- Aux Arabelle et ses variantes : Arabella, Arbell, Orabella, Orbella, etc.[réf. nécessaire], sinon Clarabelle avec les Claire.
- Aux Marselan et ses variantes également bretonnes : Maelgon, Méaugon, voire Maugan, etc.
- Aux Osanna,
- voire aux Calogero, Calogéro comme ci-dessus mais aussi comme à une date d'assez peu antérieure.

## Traditions et superstitions

### Dictons
- « Mauvais temps à la saint-Léonce, peu de fruits, beaucoup de ronces. »[16]
- « Pluie de Saint Léonce, pour trente jours s'annonce. »[17]
- « S'il pleut la veille de saint-Gervais, pour les bleds (blés), c'est signe mauvais, car d'iceux la tierce partie est ordinairement pourrie, parce que par trente jours le temps humide aura son cours. Que si tel jour était serein, qu'on assure d'avoir du grain. »[18] (dicton des Vosges)

### Astrologie
Signe du zodiaque : 28e jour du signe astrologique des Gémeaux.

## Toponymie
Plusieurs voies, places, sites ou édifices de pays ou provinces francophones contiennent la date du jour dans leur nom sous différentes graphies possibles, en particulier eu égard au 18 juin 1940 et à son "appel" en francophonies : voir Dix-Huit-Juin .